# Ranunculus irregularis
Ranunculus irregularis är en ranunkelväxtart som beskrevs av Dunkel. Ranunculus irregularis ingår i släktet ranunkler, och familjen ranunkelväxter. Inga underarter finns listade i Catalogue of Life.